# Mike LaRocco
 (février 2018).
Si vous disposez d'ouvrages ou d'articles de référence ou si vous connaissez des sites web de qualité traitant du thème abordé ici, merci de compléter l'article en donnant les références utiles à sa vérifiabilité et en les liant à la section « Notes et références ».
Mike LaRocco, né le 12 février 1971 à Michigan City dans l'Indiana, est un ancien coureur de moto-cross et de supercross américain. Il est souvent appelé « LaRocket » ou « le Rock » et a couru sur Kawasaki 125, 250, 500 cm3. Il a également couru en 250 cm3 pour Suzuki puis plus tard sur Honda 450 cm3 quatre temps.

## Biographie
Né à Michigan City, Indiana, LaRocco évolue dans les deux championnats majeurs aux États-Unis, en supercross et motocross, de 1988 à 2006, un record de 19 saisons. Il a fait son 214e départ en 2005, ce qui constitue également un record. LaRocco a remporté le championnat AMA de motocross en 500 cm3 en 1993, en 250 cm3 en 1994, et a également remporté les championnats du monde de Supercross en 2000 et l'US Open Supercross aux États-Unis en 2002.
Cette même année, lors d'une compétition de Supercross dans une petite ville, un autre coureur entre en collision avec LaRocco. LaRocco se luxe les poignets et se déchire des ligaments dans une jambe. La blessure lui fait manquer la saison de Supercross, pour la première fois en sept ans. Le 2 mars 2006, après 228 départs de l'événement principal, LaRocco annonce, à la conférence de presse de l'Indianapolis Supercross, qu'il prendrait sa retraite à la fin de la saison. Au moment de son annonce, il avait terminé parmi les cinq premiers à 145 reprises. 
Il est considéré comme l'un des plus grands coureurs de tous les temps.
LaRocco a été élu en tant que membre du AMA Motorcycle Hall of Fame, classe 2014.

## Palmarès
Mike LaRocco remporte à deux reprises le Championnat AMA de motocross (AMA National Motocross), en 1993 en 500 cm3 et en 1994 en 250 cm3. Dans cette denière catégorie, il termine deuxième à deux reprises, en 1992 et 1992, et troisième en 1990, 1996 et 1998. Il termine également cinquième à deux reprises, en 1991 et 1997.
Dans la spécialité du Supercross, son meilleur résultat sur Championnat américain de supercross (AMA Supercross) est une deuxième place en 1994, derrière Jeremy McGrath. Il termine troisième de ce championnat en 1999, 2000, 2001, 2004. Il termine troisième de la catégorie 125 cm3, Supercross Lites en 1988 sur la Côte Est et deuxième en 1989 pour la Côte Ouest. 
Il remporte également une édition du Motocross des nations, en 1992 à Manjimup en Australie, où il fait équipe avec Billy Liles et Jeff Emig.